# QN-506
QN-506 (кит. QN-506新陆战之王 — «новый король сухопутной войны», англ. QN-506 multi-weapon combat vehicle — боевая машина с многоцелевым вооружением) — проект китайской боевой машины огневой поддержки, представленный 8 ноября 2018 года на выставке Air Show China 2018, проходящей в г. Чжухай. Машина была разработана компанией Wuhan Guide Infrared. На русском, арабском и китайском языках QN-506 был прозван «новым королём сухопутной войны», вероятно, намекая на конкуренцию с российской боевой машиной поддержки танков «Терминатор». На английском же был классифицирован как «боевая машина с многоцелевым вооружением».

## Описание конструкции

### Общее описание
Боевой модуль QN-506 был установлен на специально вынесенную рубку, установленную на корпус китайского основного боевого танка Тип 59. Также с помощью рубки ведётся наблюдение за происходящим впереди машины, однако основную функцию наблюдения выполняет компьютеризированная система управления, на экраны которой выводится информация с разведывательного БПЛА или панорамной камеры машины. На танке присутствуют все виды современной системы управления огнём — приборы ночного видения, тепловые приборы, панорамные прицелы.  Экипаж машины состоит из трёх человек — механика-водителя, оператора боевого модуля и командира машины.

### Защищённость
Бронирование корпуса аналогично танку Тип 59, однако толщина брони рубки была снижена до 30 мм. Фронтальная проекция корпуса была защищена динамической защитой типа FY-2, часть которой имела модульное крепление. Боевой модуль является необитаемым, толщина брони боевого модуля приблизительно равна 20—30 мм. Спереди танк оснащён шестью гранатомётами для постановки дымовой завесы вокруг танка. Не исключается использование дымовой аппаратуры в моторном отсеке машины.

### Вооружение
Боевой модуль под названием ZPT-99 оснащён автоматической 30-мм пушкой ZPZ-02, являющейся аналогом советской 2А72. С ней спарен китайский 7,62-мм пулемёт Тип 86, модификация китайского единого пулемёта Тип 80. В качестве противотанкового вооружения выступают четыре 151-мм управляемые ракеты с тандемной кумулятивной боевой частью и системой «выстрелил и забыл» и возможностью атаки сверху QN-502C, а также двадцать управляемых кумулятивных ракет меньшего (70 мм) калибра QN-201. Позади рубки расположено два отсека с четырьмя ракетными установками для запуска барражирующих боеприпасов S-570. В «юбки» танка вмонтированы шесть (по три с каждой стороны) гнёзд активной противопехотной системы для нейтрализации врага, подошедшего близко к машине (менее, чем на 2,5 метра).

## Операторы
Китай — построен 1 образец. На данный момент армия не заинтересована в приобретении данных машин.

## Сохранившиеся экземпляры
Китай — единственный построенный экземпляр находится в китайском городе Чжухай.

## В культуре

### В компьютерных играх
- Armored Warfare — QN-506 представлен в игре как истребитель танков Китая 9 уровня.
- War Thunder — QN506 представлен в игре как лёгкий танк Китая VI ранга.

Стоит отметить, что тактико-технические характеристики бронетехники в играх часто далеки от реальности.